# Hugenotenmonument
Het Hugenotenmonument (Afrikaans: Hugenotemonument ) in het dorpje Franschhoek in de gemeente Stellenbosch (Zuid-Afrika) is een monument ter herinnering aan de culturele bijdrage die de Franse hugenoten leverden aan de Nederlandse Kaapkolonie en het huidige Zuid-Afrika.

## Geschiedenis
De hugenoten waren protestanten uit het katholieke Frankrijk die in de 16e en 17e eeuw naar het godsdienst-tolerante Nederland vluchtten. Hier kwamen enkele hugenoten in dienst bij de VOC en zo kwamen zij in de Kaapkolonie terecht. Het VOC-beleid was om ze zo verspreid mogelijk over de Kaap te verdelen. De meeste Hugenoten vestigden zich in Franschhoek.
Het monument, ontworpen door J.C. Jongens, kwam gereed in 1945 en werd op 7 april 1948 ingewijd door Dr. A.J. van der Merwe. In de omgeving van het monument is ook het Hugenote-Gedenkmuseum gebouwd.

## Het monument en zijn symboliek

### De bogen
Het monument bestaat uit drie hoge luchtbogen die staan voor de drie eenheden van God: de vader, zoon en heilige geest. Daarboven staat een kruis dat het christelijke geloof symboliseert.

### De vrouw
De centrale vrouwelijke figuur, gebeeldhouwd door Coert Steynberg, verpersoonlijkt de vrijheid van geloof met een bijbel in haar ene hand en een gebroken ketting in de andere. Zij gooit de mantel van onderdrukking af en haar positie boven op de aardbol verwijst naar haar spirituele vrijheid. De Fleur-de-lys (lelie) op haar mantel vertegenwoordigt haar nobele karakter en geest.

### De aardbol
Op de aardbol staat het Nederlandse VOC-schip afgebeeld, als symbool van de schepen waarop de hugenoten naar hun toevluchtsoord, de Kaapkolonie, kwamen. Op de globe staan symbolen van hun geloof (de Bijbel), kunst en kultuur (de harp), de land- en wijnbouw (o.a. en druivenstok) en industrie (het spinnewiel).

### De waterpoel
De waterpoel met de weerkaatsing van het monument verwijst naar de onverstoorde rust van gemoed en geest die de hugenoten in Zuid-Afrika ondervonden, na zoveel conflict en dood te hebben doorgemaakt.